# Сидорак Каріна
Каріна Костянтинівна Сидорак (нар. 13 вересня 2006, Львів) — українська гімнастка. Чемпіонка Європи в командному заліку та срібна призерка чемпіонату Європи серед юніорів у вправі зі стрічкою.

## Життєпис
Навчається у Львівському фаховому коледжі спорту.

## Спортивна кар'єра
Тренери — Катерина Сороковська, Ірина Іванів.

### 2020
На чемпіонаті Європи, що проходив у Києві, Україна, разом з Поліною Карікою, Меланією Тур та груповичками Анастасією Возняк, Марією Височанською, Маріолою Боднарчук та Діаною Баєвою виграла командний залік. У вправі зі стрічкою виборола срібну нагороду та посіла четверте місце у фіналі вправи зі скакалкою.

## Результати на турнірах
| Рік              | Змагання                          | Команда | АП |   |  |   |   |
| ---------------- | --------------------------------- | ------- | -- | - |  | - | - |
| 2020             | Командний чемпіонат України       |         | 3  |   |  |   |   |
| 2020             | Гран-прі. "Кубок Дерюгіної". Київ | 1       |    | 3 |  | 4 | 2 |
| 2020             | Чемпіонат України                 | 1       |    |   |  |   |   |
| 2020             | Чемпіонат Європи                  | 1       |    | 4 |  |   | 2 |
| 2021             | Кубок України. Дніпро             |         | 1  |   |  |   |   |
| Дорослі змагання |                                   |         |    |   |  |   |   |
| Рік              | Змагання                          | Команда | АП |   |  |   |   |
| 2023             | Чемпіонат України                 |         | 11 |   |  |   |   |
| 2023             | Кубок України                     |         | 13 |   |  |   |   |